# Luis Galagarza
Luis Enrique Galagarza Víquez (Puntarenas; 15 de agosto de 1963) es un futbolista costarricense retirado.

## Selección nacional
Formó parte del plantel de Costa Rica que disputó los Juegos Olímpicos de 1984 celebrado en Los Ángeles, actuando en el partido contra Italia y jugó un total de tres encuentros internacionales con la selección absoluta.

### Participaciones en Juegos Olímpicos
| Competición              | Sede        | Resultado    |
| ------------------------ | ----------- | ------------ |
| Juegos Olímpicos de 1984 | Los Ángeles | Primera fase |

## Clubes
| Club                 | País       | Año       |
| -------------------- | ---------- | --------- |
| Municipal Puntarenas | Costa Rica | 1981-1988 |
| San Carlos           | Costa Rica | 1988-1989 |
| Municipal Puntarenas | Costa Rica | 1989-1991 |
| Guanacasteca         | Costa Rica | 1991-1993 |
| Municipal Puntarenas | Costa Rica | 1993-1997 |

## Palmarés

### Títulos nacionales
| Título           | Equipo               | País       | Año  |
| ---------------- | -------------------- | ---------- | ---- |
| Primera División | Municipal Puntarenas | Costa Rica | 1986 |